# Tupan Patera
La Tupan Patera è una struttura geologica della superficie del satellite gioviano Io.